# Aleksandra Zec
Aleksandra Zec (Zagreb, 8. svibnja 1979. – Zagreb, 7. prosinca 1991.) bila je učenica zagrebačke Osnovne škole Augusta Šenoe s Trešnjevke koju su na Medvednici s majkom Marijom ubila petorica pripadnika ondašnjeg rezervnog sastava Ministarstva unutarnjih poslova RH.

## Biografija

### Ubojstvo
Aleksandra Zec bila je kći Marije Zec i zagrebačkog mesara Mihajla Zeca. Uvečer oko 23:00 7. prosinca 1991. u njezin dom u Poljaničkoj ulici 22. na zagrebačkoj Trešnjevci upali su Siniša Rimac, Munib Suljić, Igor Mikola, Nebojša Hodak i Snježana Živanović (pripadnici Merčepove jedinice) kako bi uhitili Mihajla Zeca zbog njegovih navodnih veza s pobunjenim krajinskim Srbima. 
Uspio je istrčati na ulicu i pokušao je pobjeći, ali ga je Siniša Rimac ustrijelio s udaljenosti od tridesetak metara. Potom su svezali Aleksandru i njezinu majku Mariju, strpali ih u kombi (bez registarskih tablica) i odvezli se do planinarskog doma Adolfovac na Medvednici, gdje su ih ubili i bacili u jamu za smeće.
Naknadna istraga otkrila je da je Siniša Rimac tražio da se Aleksandru ne ubije, ali da su svi drugi bili protiv jer ih je vidjela. Aleksandru je (vezanih nogu i ruku) ubio Munib Suljić automatskom puškom Heckler & Koch pucavši joj u zatiljak. Njezina sestra Gordana i brat Dušan uspjeli su preživjeti jer su se sakrili u kući i tako izbjegli ubojicama.

### Istraga o ubojstvu
Samo nekoliko dana poslije uhitila ih je policija. U razgovorima s istražiteljima odmah su priznali ubojstva i potanko ih opisali. Međutim, ta priznanja dali su bez prisustva odvjetnika, što je bila proceduralna pogreška, a kako nije bilo svjedoka ubojstava, pušteni na slobodu 1992.
Nakon puštanja na slobodu Suljić i Hodak nastavili su se baviti kriminalom, a Siniša Rimac postao je jedan od tjelohranitelja Gojka Šuška i naposljetku postao pukovnik Hrvatske vojske. O Mikoli se dugo ništa nije čulo jer je otišao u Hercegovinu, a Suzana Živković potpuno je nestala.
Dana 30. svibnja 1995. Rimac je primio orden Nikole Šubića Zrinskog, visoko priznanje za junački čin u ratu iz ruku tadašnjeg predsjednika Franje Tuđmana. U dijelu javnosti to je shvaćeno kao afirmacija zločina i poželjan način ponašanja.
Prema tjedniku Nacional ključnu političku zaštitu ubojicama pružio je sam predsjednik Tuđman. Navodno je 1992. Stjepan Mesić došao k Tuđmanu s molbom da se taj slučaj što prije riješi, no Tuđman mu je odgovorio „Pusti, možda će mi ti dečki još trebati”.

### Reakcije javnosti
Slučaj Aleksandre i njezine obitelji, medijski nazvan Slučaj Zec, izazvao je veliku reakciju u javnosti nakon što su o njemu izvijestile brojne nevladine organizacije, o njemu počele pisati brojne novine i nakon što se o njemu u više navrata govorilo na televiziji.
Po navodima novinara Davora Butkovića Vladimir Šeks, koji je u vrijeme suđenja ubojicama obitelji Zec bio državni tužitelj RH, priznao je da se stidi slučaja Zec i da osjeća grižnju savjesti zato što ubojice nisu bile kažnjene.
Munib Suljić, Igor Mikola i Siniša Rimac ipak su 2005. osuđeni, ali ne za ubojsto Aleksandre Zec, nego za ubojstvo nepoznatog muškarca zvanog Saša, zapravo Aleksandra Antića u Pakračkoj poljani. Najdužu kaznu od deset godina zatvora dobio je Suljić, koji je prvi zapucao. Rimac je osuđen na osam godina, a Mikola je kao pomagač u ubojstvu osuđen na pet godina zatvora (njemu je pribrojeno i protupravno lišavanje slobode i iznuda nad Milošem Ivoševićem, Radom Pajićem i Markom Grujićem). Nakon izricanja presude u zatvor je odveden samo Rimac jer se Suljić i Mikola, koji su se branili sa slobode, nisu pojavili na izricanju presude. Mikola je svega godinu dana prije toga izručen Hrvatskoj nakon izdržavanja 27-mjesečne zatvorske kazne koju je odslužio u zeničkom zatvoru zbog pokušaja iznude nad Mladenom Žuljem, vlasnikom benzinske crpke u Grudama. Nikola Hodak u lipnju 2005. nepravomoćno je osuđen na godinu dana zatvora zbog pokušaja iznude.
Munib Suljić umro je u zatvorskoj bolnici na svetošimunskoj cesti u Zagrebu 25. kolovoza 2006. za izdržavanja 12-godišnje kazne za ubojstvo nepoznatog civiila zvanog Saša nakon što se sam predao u Hagu 1. lipnja 2006.

#### Kontroverze oko istrage
Berislav Jelinić u članku za Nacional izjavio je da se ne zna zašto sudu za osuđujuću presudu nisu bila dovoljna svjedočenja svjedoka koji su vidjeli Sinišu Rimca kad je ubio Mihajla Zeca ni svjedočenja onih pred kojima je Mikola priznao ubojstvo. Dodao je i da nitko nije objasnio zašto sud nije uzeo u obzir činjenicu da je „oružje oduzeto od optuženih identično onomu iz koga je počinjeno ubojstvo” te policijsko vještačenje vozila „koje je nedvojbeno pokazalo da su se na sjedalu kombija u kojem su vozili otete Mariju i Aleksandru Zec nalazila vlakna tkanine koja odgovaraju vlaknima odjeće s njihovih mrtvih tijela”.
Istraga je utvrdila da su kombi vozili Mikola i Živanović, a bilo je i svjedoka koji su potvrdili da je taj kombi bio ispred kuće obitelji Zec neposredno prije i za vrijeme ubojstva jer je tad udario u parkirani automobil.
Komentirao je i da je ostalo nejasno i nedovoljno istraženo što se te noći zbivalo u policiji jer su neki svjedoci ubojstva Mihajla Zeca nazvali policiju i rekli da su vidjeli kako otmičari trpaju ženu i dijete u kombi. O tome navodno postoje pismeni tragovi u knjizi dežurstva policijske postaje i policija je o tome informirala sve svoje ophodnje, ali se one nisu usudile zaustaviti ubojice na kontrolnoj točki ispod Medvednice jer su vidjele da su to pripadnici „Merčepovih eskadrona smrti”.
U kolumni za Globus Željka Godeč kritizirala je Ustavni sud RH zbog „mizernih formalno-pravnih propusta [...] za koje velik dio uglednih pravnih stručnjaka tvrdi da su nategnuta i krajnje sumnjiva interpretacija zakonskih odredbi” u Slučaju Zec.

#### Odšteta preživjelim članovima obitelji Zec
Gordana i Dušan Zec, preživjeli članovi obitelji Zec, koji od 1991. žive kod svoje bake u Banjoj Luci, tužili su Hrvatsku preko zastupnika Ante Nobila i Mara Mihočevića. Sanaderova vlada u proljeće 2004. pristala je na nagodbu i isplatila im jednokratnu odštetu od 1.500.000,00 kuna.

#### Inicijativa za dizanje spomenika
U javnosti postoji inicijativa da se po Aleksandri Zec nazove ulic i inicijativa da joj se podigne spomenik, što je javno iznio književnik Zoran Ferić.

## Vanjske poveznice
- Potpredsjednica Vlade Kosor primila članove obitelji Zec - Vijesti.net - Index.hr